# Йосафата (Гордашевська)
Блаже́нна Йосафа́та (у світі: Михайлина Гордашевська, 20 листопада 1869, Львів — 7 квітня 1919, Кристинопіль) — блаженна монахиня Української греко-католицької церкви, співзасновниця й перша в Україні монахиня єдиного активного жіночого греко-католицького монашого згромадження, який базувався на богослов'ї убогого Христа-Чоловіколюбця і провадив харизматичну працю серед найбільш упосліджених.

## Дитинство, школи, перші зайняття
Михайлина Гордашевська народилася третьою дитиною 20 листопада 1869 року в міщанській сім'ї столяра Якова Пукаса і Ксенії Гордашевської у Львові у домі на вулиці Личаківській, 67. У неї ще було шестеро сестер і двоє братів; останніх двох зустріла передчасна смерть. Змалку вона була незвичайною дитиною — відзначалась гострим розумом, людяністю і глибокою побожністю: любила молитву й самотність, в дитинстві з сестрою Анною їли корінці, вже навіть тоді граючись у пустельниць.
Закінчивши з відзнакою школу, Михайлина через матеріальну скруту не змогла продовжити навчання і пішла спершу працювати на фабрику скла; згодом змінила шум і метушню фабрики на тиху працю гаптувальниці.

## Релігійність і монаше життя
Тричі майбутня монахиня приватно складала обіт чистоти, а 1891 року звернулась до василіанина Єремії Ломницького за допомогою у вступі до чину Сестер Василіянок — єдиного на той час у Галичині українського жіночого монашого чину. 1892 року Михайлину посилають жити до монастиря сестер Філіціянок для набуття потрібного досвіду активного чернечого й апостольського життя, а вже через два місяці вона прийняла облечини, взявши ім'я Йосафата.
Духовник Єремія Ломницький ЧСВВ завбачував у сестрі-монахині Гордашевській моральну силу й потрібні чесноти, щоб очолити нове чернече згромадження. Вона виїхала в село Жужель (зараз — Жужеляни) на Сокальщині, де місцевий парох Кирило Селецький уже був підготував будинок для сестер — і в 1902 році на загальних зборах сестер-служебниць було обрано Йосафату головною настоятелькою нового згромадження. Харизма згромадження, його апостольська місія мали на той час лише загальні риси — і сестра Йосафата протягом свого життя брала активну участь у їхньому створенні: зуміла відчути потреби часу, потреби народу й шукала нових засобів у місійній праці. Під її керівництвом семеро перших послушниць розпочали свою духовну формацію. Вона започаткувала служіння в галузі освіти й охорони здоров'я та наглядала за відкриттям нових місій.

## Місійна праця
Бачачи, як селяни-галичани страждали часто від хвороб, і, привізши зі Львова книжку про лікарські трави та їх використання, Йосафата ходила з сестрами полями, вишукуючи відповідні лікувальні рослини, — і сама з них готувала ліки. А коли спільнота монахинь стала більшою, посилала послушниць на медсестринські курси, які раніше закінчила сама. З появою в селі сестер вдячні селяни перестали звертатися до ворожок і знахарів за допомогою, а саму сестру Йосафату звали «наша добра сестра-лікар».
Іноді траплялись пошесті й люди в панічному жаху перед хворобою боялися наблизитись навіть до найрідніших — у таких випадках сестри-монахині без страху й огиди доглядали хворих, надаючи медичну допомогу й духовну розраду. Траплялось, що внаслідок пошестей, війн, та високої смертності сотні дітей залишалися сиротами та жебракували по селах — і за таких умов сестри організували для дітей сиротинці, в котрих діти жили, отримували початкову освіту й набували навичок і знання ремесел.
Згадані та подібні прояви милосердя відповідали життєвому кредо Йосафати Гордашевської: «Виховувати серце народу і служити народові там, де є найбільша потреба».

## Згромадження Сестер Служебниць Непорочної Діви Марії
Історики згромадженя і біографи Йосафати Гордишевської засновниці акцентують водночас на глибокій інтровертності характеру його засновниці. Ще в дитинстві Михайлина любила бігати до лісової каплички подалі від людей — і там на самоті молитись. Подібне підтверджують епізоди з її юнацького життя — особливо внутрішня заглибленість, черпання енергії та сили зсередини своєї душі проявились у житті в монашій спільноті, у спілкуванні з сестрами — вихідцями з різних середовищ — під час кількох затяжних криз згромадження. Іноді сестрі Йосафаті довелося зустрічатись з людською заздрістю, нещирістю, й плітками людей, з якими саме вони разом створювали згромадження. Подібно, як і після початку важкої хвороби, Йосафата «завжди вміла себе перебороти, завжди мала усміх на лиці». Протягом свого короткого життя вона багато натерпілася від нерозуміння, наклепів та чужого честолюбства. Вона померла 7 квітня 1919 року в тяжких болях, спричинених туберкульозом кісток.
Свідчення тих, хто особисто знав сестру, згоджуються в тому, що вона досконало здійснювала євангельські ради і християнські чесноти: була жінкою віри, жила Євангелієм, зерно Божого Слова знаходило в її серці стократний плід… Швидко ширилась її праця — за життя сестри Йосафати Гордашевської згромадження заснувало 40 осередків, де жили і працювали понад 400 послушниць.

## Недуга і смерть
Три тижні перед улюбленим святом Йосафати — Благовіщенням Марії — 1919 року монахиня передбачала свою смерть. Провіщення збулося, і вона померла на 49-му році життя, збулася також її молитва до Господа: «Забери мене з цього світа в тих літах, в яких буду найбільше підготована». Так сестра Йосафата померла від туберкульозу костей 7 квітня 1919 року, в ніч празника Благовіщення Пречистої Діви Марії. Дивлячись з історичної перспективи на життя слуги божої Йосафати, на той вплив, що справила її апостольська діяльність, мимоволі пригадуються великі монаші революції з їхніми творцями, засновниками нових типів християнської духовності — Святим Антонієм, Святим Франциском Ассізьким, Святим Патріком «Ірландським», Святим Бенедиктом… Зовсім можливо, якщо б не перепони воєнного часу, комуністичного режиму, то рух Сестер Служебниць міг би перерости у щось подібне: сестра Йосафата була постаттю справді винятковою і святою на фоні «організованої галицької пересічності». Згодом святість сестри підтвердили численні чуда й надприродні речі, які сталися за посередництвом сестри Йосафати. Її тіло після смерті було віднайдено нетлінним і, як і мощі святого Йосафата, було перенесено з Відня до Риму.
У листопаді 1982 року земні останки сестри Йосафати були перенесені до невеликої каплиці в Генералаті Сестер Служебниць у Римі. Невеликі частини мощей є по всій Україні, зокрема, у монастирі на вул. Пасічній, 8, у м. Львові. Сотні людей шукали її заступництва у своїх мирських і духовних потребах. Генералат одержав численні свідчення про особливі ласки, отримані завдяки її заступництву.
Обряд беатифікації відбувся 27 червня 2001 року в Львові під час Святої Літургії у візантійському обряді за участі Івана Павла II.